# Ісаєвка (Совєтський район)
Іса́євка (рос. Исаевка, марій. Исай почиҥга) — присілок у складі Совєтського району Марій Ел, Росія. Входить до складу Алексієвського сільського поселення.

## Населення
Населення — 7 осіб (2010; 4 у 2002).
Національний склад (станом на 2002 рік):
- марі — 100 %